# Friedrich Adam Julius von Wangenheim

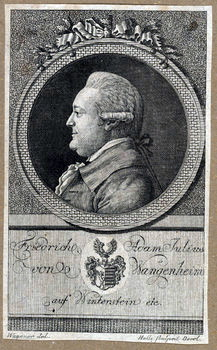
Friedrich Adam Julius von Wangenheim (1787)

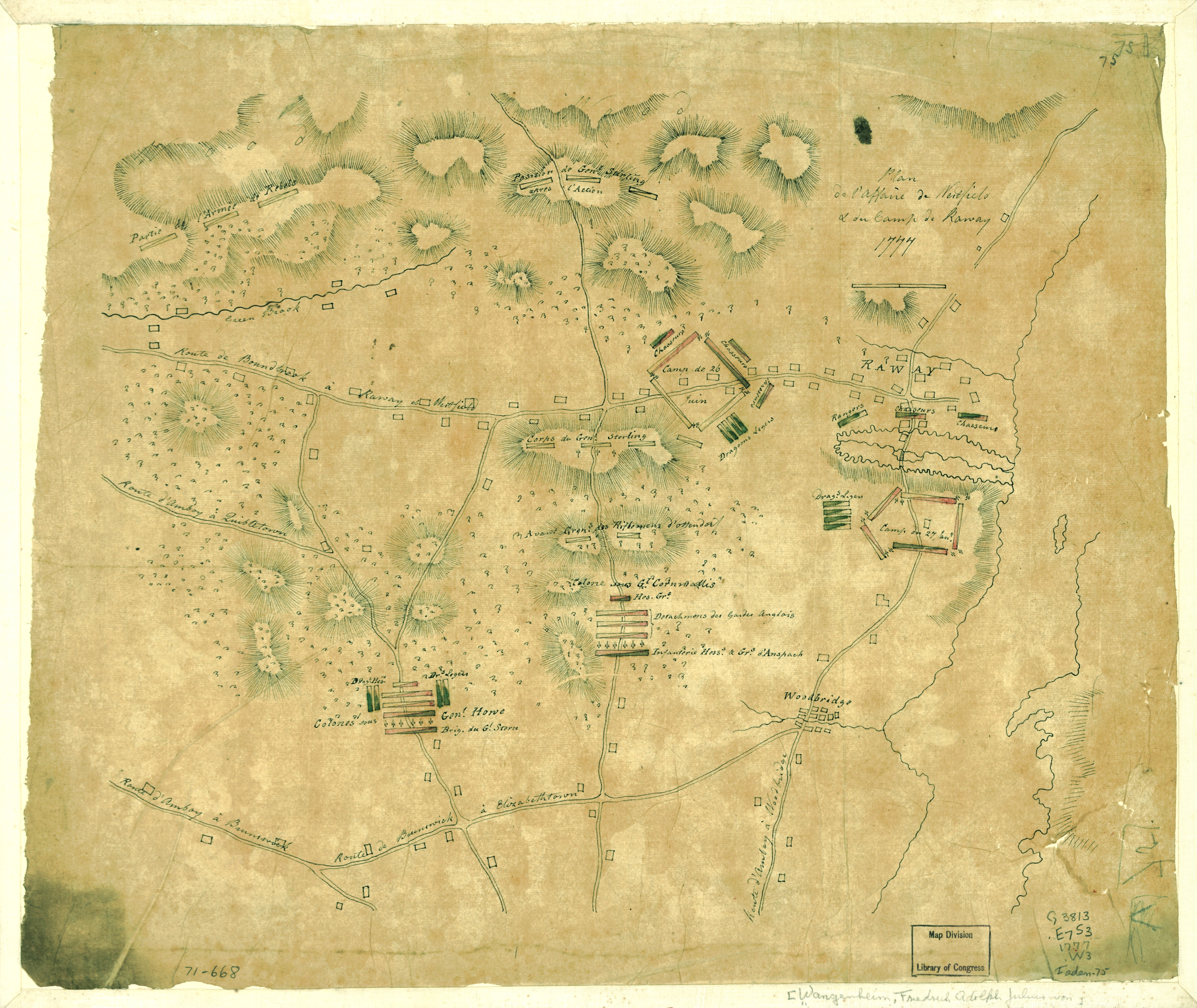
Wangenheims Skizze der Schlacht von Short Hills (1777)

Friedrich Adam Julius von Wangenheim (* 8. Februar 1749 in Sonneborn, Sachsen-Gotha-Altenburg; † 25. März 1800 in Gumbinnen, Ostpreußen) war ein deutscher Dendrologe aus der Familie von Wangenheim. Sein offizielles botanisches Autorenkürzel lautet „Wangenh.“

## Herkunft
Seine Eltern waren der sächsisch-gothaische Kammerherr Julius Adam von Wangenheim (1721–1763) und dessen Ehefrau Sophie Christiane Wilhelmine, geborene von Steinsdorf (1733–1802). Sein Vater war Käufer des Oberschlosses Winterstein.

## Leben
Wangenheim erhielt zuerst eine militärische Ausbildung in gothaischen Diensten, nahm dann jedoch als Leutnant seinen Abschied, um sich zum Forstmann ausbilden zu lassen. Als der Landgraf von Hessen-Kassel während des Amerikanischen Unabhängigkeitskrieges ein Hilfskorps für die Engländer aufstellte, schloss sich Wangenheim diesem an und ging 1777 nach Nordamerika. Er wurde Premier-Lieutenant mit Patent zum 14. Dezember 1776 und kam in das hessische Jägerkorps unter Major Karl von Prüschenck. Die Truppe schiffte sich 1777 nach Amerika ein und bereits am 13. Dezember 1777 wurde Wangenheim Stabshauptmann. Er nahm an den Gefechten bei Brandywine und Charleston teil.
In den acht Jahren seines Aufenthaltes in Amerika betrieb er ausgiebige forstwissenschaftliche Studien; bereits 1780 schickte er ein erstes Buch nach Europa. Er kehrte mit dem Jägerkorps zurück und konnte am 17. Mai 1784 wieder in Kassel einziehen. Nachdem er vergeblich auf eine Anstellung im Forstdienst gehofft hatte, nahm er am 8. November 1786 seinen Abschied.
Sein 1787 erschienenes zweites Buch widmete Wangenheim König Friedrich Wilhelm II. von Preußen. Daraufhin wurde er 1788 zum Oberforstmeister der Litauenschen Kriegs- und Domänenkammer ernannt. Nach schwerer Erkrankung im Winter 1799 starb er und wurde im Garten seines Gutes Lasdinehlen (Kreis Gumbinnen) begraben.

## Ehrungen
- Ehrenmitglied der Gesellschaft Naturforschender Freunde zu Berlin
- Die Pflanzengattung Wangenheimia F.Dietr. aus der Familie der Araliengewächse wurde nach ihm benannt.[1]

## Familie
Er heiratete 1786 Sophie von Bornstedt (1768–1840), eine Nichte von Friedrich August Ludwig von Burgsdorff. Das Paar hatte mehrere Kinder:
- Julius (1788–1859), Oberkammerherr und Oberlandjägermeister ⚭ Amalie von Münchingen (1797–1878)
- Alexander (1792–1867), preußischer Generalleutnant ⚭ Ernestine Henriette von dem Borne (1797–1854)
- Caesar († 5. März 1852), preußischer Appellationsrat ⚭ 1845 Mathilde von Wangenheim

Die Witwe heiratete ihren Schwager Adam Christian Ernst Treusch von Buttlar († 1806).

## Schriften
- Beschreibung einiger nordamericanischen Holz- und Buscharten, mit Anwendung auf teutsche Forsten. Dieterich, Göttingen 1781, Digitalisat
- Supplement zur Wälder-Kultur-Wissenschaft, mit Anwendung auf die Umpflanzung der Baumarten die in Nordamerika wachsen. 1787.
- Beytrag zur teutschen Holzgerechten Forstwissenschaft mit Anwendung auf teutsche Forsten betreffend. Dieterich, Göttingen 1787, Digitalisat
- Beschreibung der verschiedenen Holzarten die in Nordamerika wachsen. 1788.
- Betrachtungen über die Tannen von Preußisch-Litthauen. 1789.
- Betrachtungen über die Weichhölzer die in Nordamerika wachsen. 1795.